# Sweetia
Sweetia é um género botânico pertencente à família Fabaceae.